# 圣加大肋纳堂 (巴勒莫)
圣加大肋纳堂（意大利语：Chiesa di Santa Caterina）是一座罗马天主教教堂，位于意大利南部西西里大区首府巴勒莫历史中心的心脏，介于贝利尼广场（Piazza Bellini）和普雷托利亚广场（Piazza Pretoria）之间, 同一地区还有许多其他著名的建筑地标，如海军元帅圣母教堂（Martorana）、圣卡塔尔多教堂（Chiesa di San Cataldo）（两者都是世界遗产）、普雷托利亚喷泉（Fontana Pretoria）和普雷托利奥宫（Palazzo Pretorio，巴勒莫市政府）等等。该堂兼具西西里巴洛克、洛可可、文艺复兴风格。

## 历史
1310年，富有的本维努塔·马斯特朗杰洛立下遗愿，决定创建一所女修道院，由多明我会管理。新修道院供奉亚历山大的加大肋纳，原是鲁杰罗二世的将军安提阿的乔治的府邸。
1532年，决定扩建该建筑。 1566年至1596年，在玛丽亚·德尔·卡雷托院长嬷嬷的监督下，重建了教堂。很长一段时间，都认为建筑是由乔治·迪·法奇奥设计，他是巴勒莫另一座教堂圣乔治堂（San Giorgio dei Genovesi）的建筑师。然而，最近的研究表明，佛罗伦萨人弗朗切斯科·卡米利亚尼和伦巴第人安东尼奥·穆托纳等建筑师都参与了广场的工程。 穹顶由弗朗切斯科·费里尼奥设计。教堂于1596年11月24日落成。多年后，1664年3月16日，才由巴勒莫总主教彼得罗·马丁内斯·鲁比奥祝圣，西西里总督第八任塞韦内塔公爵弗朗切斯科·卡塔尼出席了仪式。
在19世纪，教堂曾多次遭到破坏：在1820-1821年起义期间、1848年西西里革命、甘西亚起义、1860年巴勒莫起义和塞特·埃梅佐起义（1866年）。

## 艺术

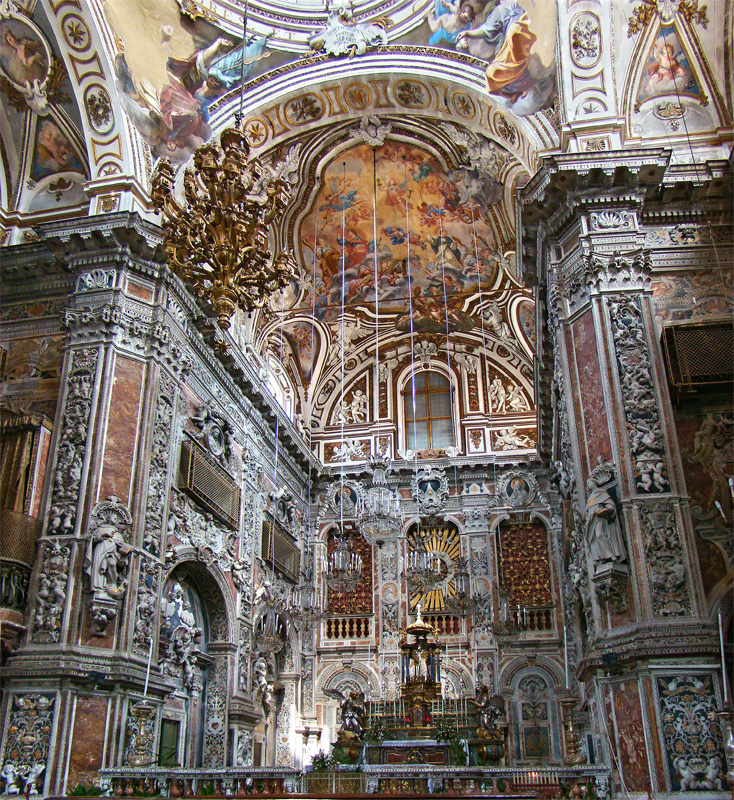
《荣耀中的灵魂升到天堂》，安东尼奥·菲洛卡莫和保罗·菲洛卡莫

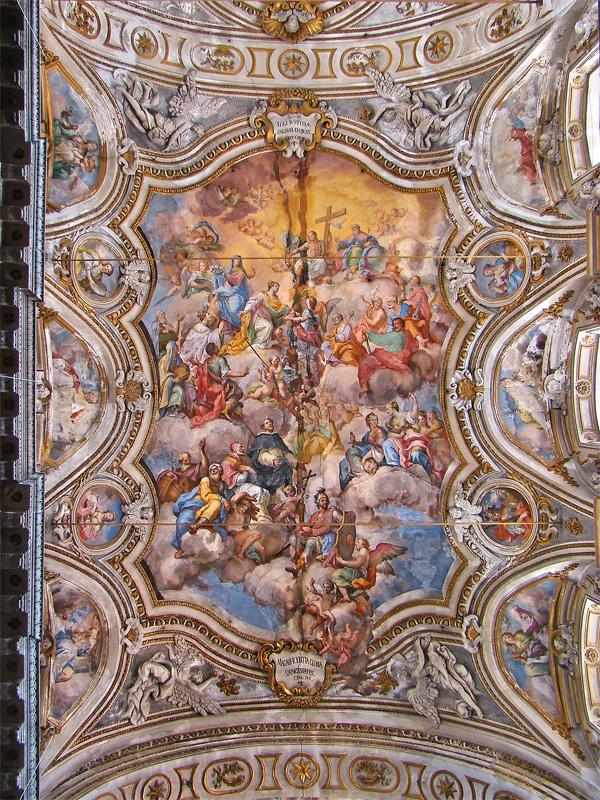
《圣加大肋纳的胜利》，菲利波·兰达佐

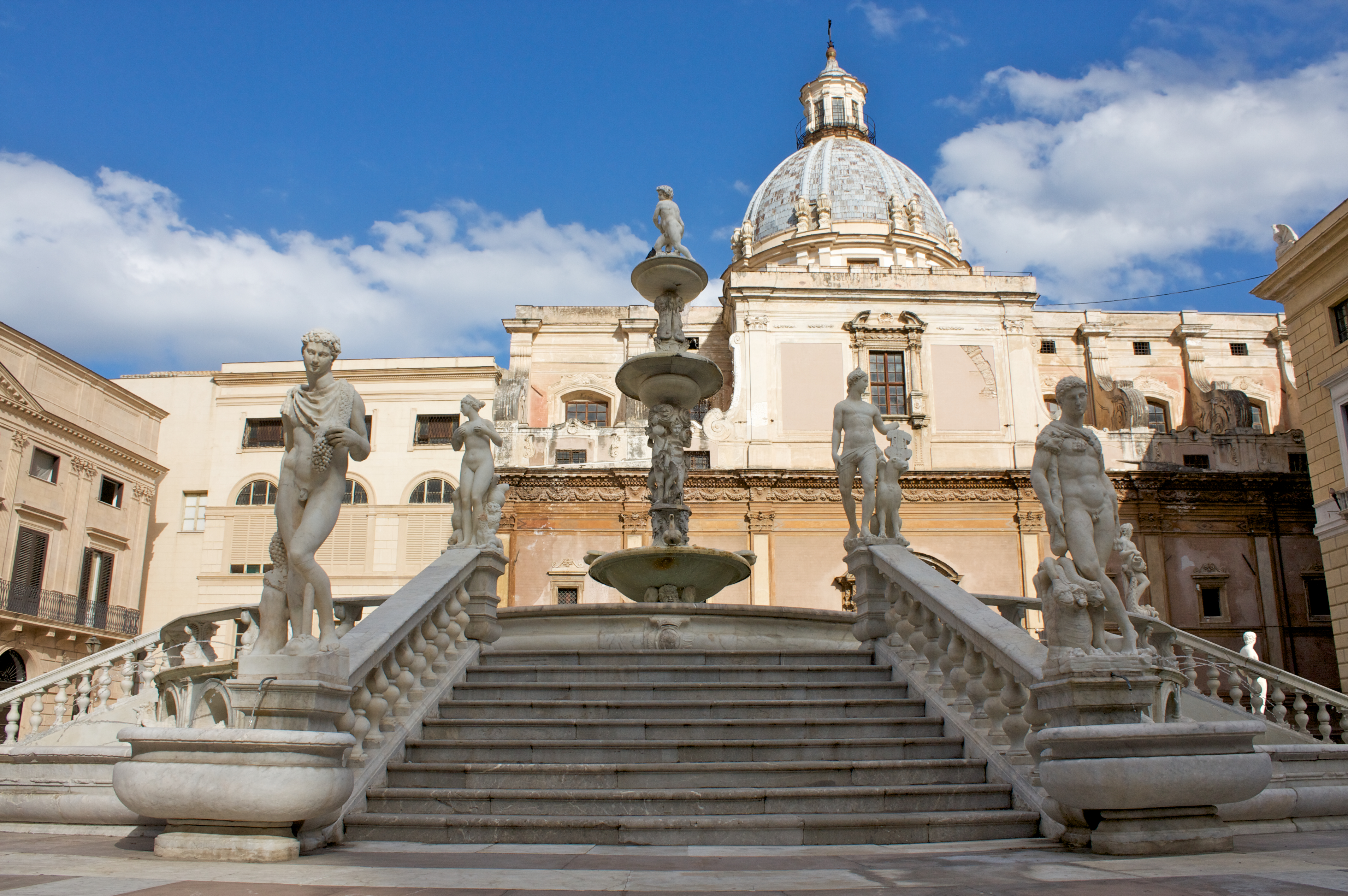
穹顶和普雷托利亚喷泉

### 湿壁画
- 《圣加大肋纳的胜利》，菲利波·兰达佐
- 《多明我会修女的荣耀》，菲利波·兰达佐
- 《多明我会的胜利》，维托·德安纳
- 《四大洲的寓言》，维托·德安纳
- 《荣耀中的灵魂升到天堂》，安东尼奥·菲洛卡莫和保罗·菲洛卡莫
- 《圣餐的玄理》，安东尼奥·菲洛卡莫和保罗·菲洛卡莫

### 油画
- 《基督下十字架》，胡塞佩·德·里貝拉
- 《十字架下的耶稣》
- 《最后的晚餐》
- 《圣母诞生》